# Velîțk, Kovel
Velîțk (în ucraineană Велицьк) este localitatea de reședință a comunei Velîțk din raionul Kovel, regiunea Volînia, Ucraina.

## Demografie
Componența lingvistică a localității Velîțk
     Ucraineană (99,42%)
     Alte limbi (0,58%)
Conform recensământului din 2001, majoritatea populației localității Velîțk era vorbitoare de ucraineană (99,42%), existând în minoritate și vorbitori de alte limbi.